# Principio di adeguatezza
Il principio di adeguatezza, nel campo del diritto amministrativo italiano, stabilisce che l'entità organizzativa che è potenzialmente titolare di una potestà amministrativa, deve avere un'organizzazione adatta a garantire l'effettivo esercizio di tali potestà; l'adeguatezza va considerata sia rispetto al singolo ente, sia rispetto all'ente associato con altri enti, per l'esercizio delle funzioni amministrative.
Il principio di adeguatezza è citato nell'ordinamento italiano all'art. 118 della Costituzione, unitariamente al principio di sussidiarietà e al principio di differenziazione.
Dal combinato di questo principio con il principio di sussidiarietà, si ricava che se l'ente territoriale a cui è affidata una funzione amministrativa, che per il principio della sussidiarietà dovrebbe essere quello più vicino al cittadino amministrato, non ha la struttura organizzativa per rendere il servizio, questa funzione deve essere attribuita all'entità amministrativa territoriale superiore.